# Средняя игрунка
Средняя игрунка (лат. Mico intermedius) — вид приматов семейства Игрунковые. Эндемик Бразилии.

## Классификация
Ранее вид помещался в род Callithrix. С 2001 года авторы помещают его в род Mico. Видовое название (англ. Hershkovitz's marmoset) дано в честь американского зоолога Филипа Гершковица.

## Описание
Внешне напоминает родственный вид, Mico melanurus: у них также светлая полоса на задних конечностях, сходный окрас задней части тела, тёмная макушка (более светлая, чем у Mico melanurus), и слабо выраженные пучки шерсти вокруг ушей. Однако передняя часть тела светлее, а хвост с светло-серыми (а не чёрными) отметинами. Вес от 400 до 450 грамм.

## Поведение
Населяет влажные тропические дождевые леса, предпочитая вторичные лесные фрагменты. В рационе фрукты, цветы, нектар, древесные соки и мелкие животные (лягушки, улитки, ящерицы, пауки и насекомые). Образуют семейные группы от 4 до 15 животных. Во время брачного сезона лишь одна самка из группы приносит потомство. Территория каждой группы от 10 до 40 га.

## Распространение
Встречается между рекой Рузвельт и Арипуанан (включая бассейн реки Гуариба). Точные границы ареала неизвестны, предполагается что они проходят по устьям этих двух рек.

## Статус популяции
По результатам исследований, проведённых в 1982 году, плотность популяции составляла от 0,44 до 4,69 групп на км² или от 7,53 до 54,37 особей на км². Угрозой популяции является разрушение и фрагментация среды обитания из-за расширения сельскохозяйственных угодий и транспортного строительства. Несмотря на это, вид хорошо приспособлен к проживанию во вторичных лесах. Международный союз охраны природы присвоил этому виду охранный статус «Вызывает наименьшие опасения».